# Wyspy Świętego Tomasza i Książęca na Letnich Igrzyskach Olimpijskich Młodzieży 2010
Wyspy Świętego Tomasza i Książęca na Letnich Igrzyskach Olimpijskich Młodzieży 2010 w Singapurze w 2010 reprezentowało 4 sportowców w 3 dyscyplinach.

## Skład kadry

### Lekkoatletyka
| Zawodnik                 | Dyscyplina            | Kwalifikacja | Kwalifikacja | Finał | Finał   |
| Zawodnik                 | Dyscyplina            | Wynik        | Miejsce      | Wynik | Miejsce |
| ------------------------ | --------------------- | ------------ | ------------ | ----- | ------- |
| Ailton Da Costa Oliveira | bieg na 100m chłopców | 12.11        | 30 qD        | DNS   | DNS     |

### Kajakarstwo

#### Chłopcy
| Zawodnik                           | Dyscyplina         | Czas próbny | Czas próbny | Runda 1                  | Runda 2 (Rep)             | Runda 3      | Runda 4      | Runda 5      | Finał        |
| Zawodnik                           | Dyscyplina         | Czas        | Miejsce     | Runda 1                  | Runda 2 (Rep)             | Runda 3      | Runda 4      | Runda 5      | Finał        |
| ---------------------------------- | ------------------ | ----------- | ----------- | ------------------------ | ------------------------- | ------------ | ------------ | ------------ | ------------ |
| Vanderley Cabral de Assuncao Silva | Slalom K1 chłopców | DNF         | DNF         | Nie ukończył             | Nie ukończył              | Nie ukończył | Nie ukończył | Nie ukończył | Nie ukończył |
| Vanderley Cabral de Assuncao Silva | Sprint K1 chłopców | 1:45.22     | 19          | Garica L 1:42.15-1:33.27 | Stowman L 1:44.31-1:40.35 | Nie ukończył | Nie ukończył | Nie ukończył | Nie ukończył |

#### Dziewczyny
| Zawodniczka                       | Dyscyplina          | Czas próbny | Czas próbny | Runda 1                    | Runda 2 (Rep)                         | Runda 3       | Runda 4       | Runda 5       | Finał         |
| Zawodniczka                       | Dyscyplina          | Czas        | Miejsce     | Runda 1                    | Runda 2 (Rep)                         | Runda 3       | Runda 4       | Runda 5       | Finał         |
| --------------------------------- | ------------------- | ----------- | ----------- | -------------------------- | ------------------------------------- | ------------- | ------------- | ------------- | ------------- |
| Genanilze Almeida Soares de Ceita | Slalom K1 dziewcząt | 2:11.99     | 23          | Novak L 2:11.50-1:39.14    | Aleksandra Hryshyna L 2:40.07-1:54.01 | Nie ukończyła | Nie ukończyła | Nie ukończyła | Nie ukończyła |
| Genanilze Almeida Soares de Ceita | Sprint K1 dziewcząt | 2:13.88     | 19          | Podolska L 2:19.89-1:41.22 | Villumsen L 2:15.21-1:47.31           | Nie ukończyła | Nie ukończyła | Nie ukończyła | Nie ukończyła |

### Taekwondo
- Sara Neves Bolivar - poniżej 55 kg

Eliminacje
- Nguyễn Thanh Thảo  L KO R1 0:58 - nie zakwalifikowała się do ćwierćfinału, półfinału i finału; zajęła 9 miejsce